# Acrocercops terminalina
Acrocercops terminalina là một loài bướm đêm thuộc họ Gracillariidae. Nó được tìm thấy ở Nam Phi, Namibia và Zimbabwe.
Ấu trùng ăn Terminalia silozensis. Chúng ăn lá nơi chúng làm tổ.